# Temboro (Karangtengah)
Temboro is een bestuurslaag in het regentschap Wonogiri van de provincie Midden-Java, Indonesië. Temboro telt 5086 inwoners (volkstelling 2010).